# Karl Max von Lichnowsky

Fürst Karl Max von Lichnowsky

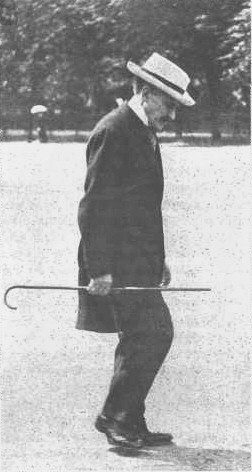
Karl Max Fürst Lichnowsky nach der britischen Kriegserklärung an das Deutsche Reich im August 1914 im Londoner Hyde Park

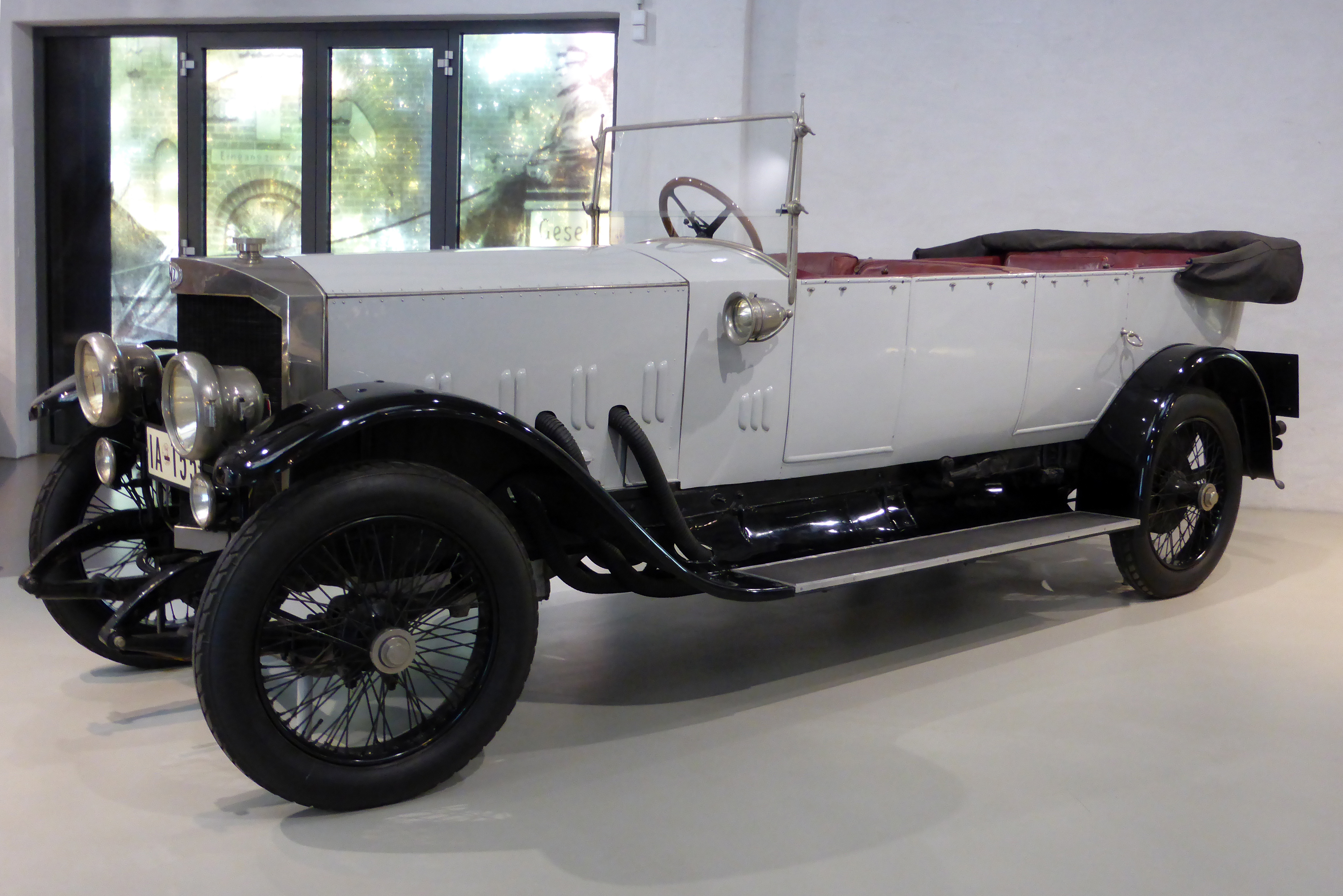
Benz 21/50 PS, Baujahr 1914 (Sonderanfertigung des Karosseriebauunternehmens Josef Neuss in Berlin-Halensee für Karl Max von Lichnowsky)

Karl Max Fürst von Lichnowsky (* 8. März 1860 in Kreuzenort, Landkreis Ratibor, Provinz Schlesien; † 27. Februar 1928 in Kuchelna, Tschechoslowakei) war ein deutscher Diplomat und von 1912 bis 1914 deutscher Botschafter in Großbritannien.

## Leben
Karl Max von Lichnowsky entstammte dem schlesisch-mährischen Adelsgeschlecht Lichnowsky. Seine Eltern waren Karl Fürst Lichnowsky und Marie Prinzessin von Croÿ, eine Tochter des Fürsten Philipp Franz von Croÿ. Bald nach seinem Eintritt in die preußische Armee wechselte Karl Max von Lichnowsky zum diplomatischen Dienst, war seit 1887 nacheinander in Stockholm, Konstantinopel, Dresden und Bukarest sowie in Wien tätig. Lichnowsky ebnete der Berufung Bernhard von Bülows nach Rom und Philipp zu Eulenburgs nach Wien die Bahn und war seit 1899 Vortragender Rat und Personaldezernent im Außenministerium in Berlin. 1904 nahm er seinen Abschied, publizierte in demokratischen Periodika und wurde aufgrund des von Kaiser Wilhelm II. offensichtlich falsch verstandenen Artikels Deutsch-englische Mißverständnisse (1912) Ende des Jahres 1912 als Botschafter nach London entsandt. Hier übernahm er das Amt des am 24. September 1912 verstorbenen Botschafters Adolf Freiherr Marschall von Bieberstein (1842–1912). In London versuchte er, auf einen Ausgleich zwischen dem Deutschen Reich und Großbritannien hinzuwirken und riet zur Zurückhaltung in der Unterstützung Österreich-Ungarns. Seine Position fand jedoch keinen Rückhalt beim Kaiser Wilhelm II. und bei Reichskanzler Bethmann Hollweg. Lichnowskys berühmtes Telegramm vom 26. Juli 1914 endete mit dem Satz:

„Ich möchte dringend davor warnen, an die Möglichkeit der Lokalisierung auch fernerhin zu glauben, und die gehorsamste Bitte aussprechen, unsere Haltung einzig und allein von der Notwendigkeit leiten zu lassen, dem deutschen Volke einen Kampf zu ersparen, bei dem es nichts zu gewinnen und alles zu verlieren hat.“

Bei Beginn des Ersten Weltkrieges kehrte Lichnowsky nach Deutschland zurück. Um seine Haltung zu rechtfertigen, verfasste er ein privates Memorandum. Als diese Denkschrift gegen seinen Willen veröffentlicht und sogar ins Englische übersetzt wurde, verlor er am 12. Juli 1918 seinen Sitz im Preußischen Herrenhaus und zog sich aus der aktiven Politik zurück.

## Familie
Am 22. August 1904 heiratete Lichnowsky die 19 Jahre jüngere niederbayerische Reichsgräfin, die Schriftstellerin Mechtilde Christiane Maria von und zu Arco-Zinneberg, eine Ur-Ur-Urenkelin der Erzherzogin Maria Theresia. Nach der Trauung in München lebte das Paar auf Lichnowskys Schlössern in Grätz und Kuchelna im Landkreis Troppau, die sich zu gesellschaftlichen Treffpunkten entwickelten. Einen Salon unterhielten sie auch in Berlin, wo sie 1908 in der Buchenstraße ein Haus erwarben. Der Ehe entstammten drei Kinder: Wilhelm (1905–1975), Leonore (1906–2002) und Michael (* 1909).
Lichnowsky wurde neben seinen Eltern im Lichnowsky-Mausoleum Kuchelna beigesetzt. Den Marmorsarkophag schuf Josef Obeth.

## Schriften
- Die Denkschrift des Fürsten Lichnowsky. Meine Londoner Mission 1912–1914. Herausgegeben von einer Gruppe von Friedensfreunden. Berlin 1918. (digitalisierte Ausgabe unter: urn:nbn:de:bvb:12-bsb11126105-0 oder bei archive.org)
- Auf dem Wege zum Abgrund. Londoner Berichte, Erinnerungen und sonstige Schriften. 2 Bände, Dresden 1927. (Digitalisierte Ausgabe unter: urn:nbn:de:s2w-12537)